# Atlanten

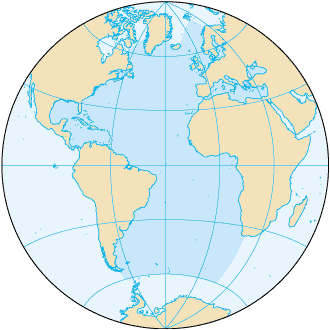
Karta över Atlanten. Atlantens koordinater satta till:

Atlanten, Atlantiska havet eller Atlantiska oceanen är det näst största världshavet. Atlanten är cirka 106,4 miljoner kvadratkilometer stor, ungefär en femtedel (20,8 procent) av jordens totala yta, eller nästan en tredjedel av världshavens yta (29,4 procent). Endast Stilla havet är större.
Atlanten är det hav som ligger mellan Amerika, Europa och Afrika. I nord-sydlig riktning sträcker sig Atlanten från Arktis till Antarktis. Atlanten brukar i sin tur indelas i Nordatlanten och Sydatlanten.
Atlantens bredd är minst från Grönlands södra udde (Kap Farvel) till Norge vid 60° nordlig bredd med omkring 2 800 kilometer och mellan Sydamerika och närmaste del av Afrika (Cabo de Sao Roque – Cap Roxo) med omkring 2 970 kilometer.

## Delområden av Atlanten
Sydatlanten är den del av Atlanten som ligger söder om ekvatorn. Den är i jämförelse med Nordatlanten fattig på öar och har ett enda bihav, Weddellhavet. Sydatlanten har av stora vikar bara Guineabukten att uppvisa och av öar endast några obetydliga vulkanöar samt Falklandsöarna och Sydgeorgien. 
Nordatlanten är den delen av Atlanten som ligger norr om ekvatorn. Nordgränsen mot Norra ishavet går vid Framsundet mellan Grönland och Spetsbergen.
Nordatlanten har gott om bihav. Störst är Medelhavet och Karibiska havet med Mexikanska golfen. Båda dessa är medelhav. Nordatlanten har dessutom randhaven Biscayabukten, Nordsjön och Baffinbukten. Nordatlantens oregelbundna kustlinje med många bihav bidrar till att Atlanten har mer än hälften av världshavens sammanlagda kuststräcka.

### Smärre delområden
Argentinska havet avser havet inom kontinentalsockeln utanför Argentinas fastland. Det är ett begrepp som ofta relaterar till det argentinska anspråket på både Falklandsöarna och Antarktiska halvön. Havet är beläget i södra Atlanten utanför den sydöstra kusten av Argentina och sträcker sig från den ungefärliga latituden av Montevideo, Uruguay, söderut till Eldslandet.
Irmingerhavet är ett bihav till Atlanten. Det ligger öster om södra Grönland och gränsar vid Grönlands sydspets (Kap Farvel) mot Labradorhavet. I norr gränsar det via Danmarksundet mot Grönlandshavet. Gränsen mot de mer centrala delarna av Atlanten i söder är inte väldefinierade.
Keltiska havet är ett havsområde över kontinentalsockeln och en del av Atlanten utanför Irlands sydkust, avgränsad i öster av Sankt Georgskanalen. I syd och väst avgränsas havet av den branta kontinentalsockeln.
Labradorhavet är ett randhav till Atlanten och dess nordvästra del, beläget mellan Labradorhalvön och Grönland. Mot norr är havet förbundet med Baffinbukten genom Davis sund och i väst genom Hudsonsundet sammanbunden med Hudson Bay. I öster, bortom Grönlands sydspets (Kap Farvel), ligger Irmingerhavet.
Nordiska havet är den del av Atlanten som sträcker sig från Grönland–Skottlandsryggen – det vill säga tröskeln mellan Nordatlanten och Norska havet, med Island och Färöarna som synliga delar – och till Framsundet. Den består av Norska havet, Grönlandshavet och Islandshavet.
Sargassohavet innefattar den västra delen av norra Atlanten, nordost om Kuba och Bahamas. Sargassohavet innefattar inget land, men Bermuda ligger i dess västra utkant. Sargassohavet har sålunda inga riktigt skarpa avgränsningar men avgränsas av fyra havsströmmar: Golfströmmen i väst, Nordatlantiska driften i norr, Kanarieströmmen i öst och Nordatlantiska ekvatorialströmmen i söder.

## Djup och salthalter
I mitten av havet ligger en S-formad bottenförhöjning, den så kallade Mittatlantiska ryggen. Djupet över denna närmare 20 000 kilometer långa rygg är i allmänhet 2 000 till 3 000 meter. På bägge sidor om dessa centrala platåer ligger bassänger med 4 000 till 6 000 meters djup. Den östra bassängen har på norra halvklotet på tre ställen djup av mer än 6 000 meter, nämligen väster om Kanarieöarna (6 298 meter), väster om Kap Verde-öarna (6 015 meter) samt mellan dessa båda platser med 6 068 meter. Västra sidan av norra Atlanten har mellan Bermuda-öarna och St. Thomas över 7 000 meters djup. Havets medeldjup är 3 646 meter. Det största djupet är Milwaukee Deep som ligger vid Puerto Rico-graven och är 8 486 meter.
Atlantens salthalt är i medeltal 35,4 promille mot 34,8 promille för världshaven totalt. Det beror främst på att Atlanten förlorar sötvatten genom avdunstning. Den ostliga passadvinden över den centralamerikanska landbryggan, där den regnar ned i Stilla havet i stället för att återföras till Atlanten. Vattnets salthalt tilltar från polerna mot lägre breddgrader och kulminerar i norra delen mellan 35° och 30° nordlig bredd, där den är 3,63 procent (mot 3,48 procent vid 55° – 50°), samt i södra delen mellan 15° och 20° sydlig bredd, där salthalten är kan överstiga 3,7 procent (mot 3,37 vid 50° – 55° sydlig bredd). Dessa kulminationsområden ligger i de zoner, där passadvinden är mest utvecklad och avdunstningen därför störst. Närmare ekvatorn minskas salthalten, vilket säkerligen beror på det myckna regn, som där faller. Dock rubbas dessa förhållanden något av havsströmmarna. Den allra största salthalten påträffas emellertid i de bihav, som är utsatta för stark avdunstning. I vissa delar av Medelhavet går den över 3,90 procent. I avseende på temperatur är att märka att under det av solvärmen direkt påverkade ytlagret är vattnet i norra delen av Atlanten på samma djup och bredd varmare än i den södra delen.

## Vindar
Några grader norr om ekvatorn (på sommaren ända till 12° – 14° nordlig bredd) ligger mellan Afrikas och Amerikas kuster ett område med föränderliga vindar eller vindstilla, vilket kallas ekvatorial-kalmerna. Norr om denna region till 30° nordlig bredd härskar nordostpassaden, vars polära gräns på vintern ligger i allmänhet mellan 30° och 25° och på sommaren 2,5 grader nordligare. Kraftigast är den mellan 20° och 5° nordlig bredd under vintern och mellan 25° och 15° under sommaren. Endast under vintern tränger den på den amerikanska sidan fram nästan ända till ekvatorn, men på den afrikanska sidan går den aldrig över 5° nordlig bredd.
Söder om ekvatorial-kalmerna blåser på södra halvklotet sydostpassaden mycket kraftigare och konstantare. Dess södra gräns sträcker sig under södra halvklotets sommar ända till trakten av Rio de Janeiro. I norr går den i havets östra del alltid över ekvatorn, men vrids då till sydvästlig eller sydlig riktning. På sidorna om passadbältena finns två områden med växlande vindar eller vindstilla, vilka man kallar vändkrets-kalmerna (”hästgraderna”). Därefter kommer på båda halvkloten ett område med förhärskande västliga vindar. På sommaren förhärskar sydvästvindar i hela norra Atlanten och på Sydamerikas östra kust blåser nordliga och nordöstliga vindar.

## Havsströmmar
Karta över havsströmmar i Nordatlanten t.v. och i hela Atlanten t.h.
I zonen mellan 20° nordlig bredd och 10° sydlig bredd flyter de båda ekvatorialströmmarna åt väster, den norra med något olika gränser, den södra alltid utbredande sig något norr om ekvatorn. Deras hastighet är störst, då solen står vid vändkretsarna, och avtar alltid från ekvatorn mot högre bredder. I medeltal går den norra 24 kilometer, den södra 30 kilometer per dag. Mellan båda går Guineaströmmen med en hastighet av 28 kilometer per dag i motsatt riktning, och den börjar mellan 25° och 50° västlig längd. Vid Sydamerikas östliga spets delar sig den södra ekvatorialströmmen. Den norra armen förenar sig med norra ekvatorialströmmen och båda flyter dels under namnet Antillerströmmen, dels genom flera sund in i Karibiska havet in i Mexikanska golfen och lämnar den under namnet Floridaströmmen. Den är i Floridasundet 55 kilometer bred och 800 meter djup och har en hastighet av 134 till 220 kilometer per dag samt för med sig 89 872 miljoner ton vatten i timmen.
När den kommit ut i oceanen, går denna ström, genom sin större salthalt, sin djupblåa färg och sin högre temperatur skarpt skild från det kringliggande vattnet, parallellt med nordamerikanska kusten till trakten av Cape Hatteras. Omedelbart intill Floridaströmmen och upptagande en del av dess vatten, ansluter sig Golfströmmen, under vilket namn man förr även innefattade Floridaströmmen. Den går åt nordost och har sin största utbredning under sommaren. Sannolikt tränger en gren av den in i Baffinbukten, en annan går till Spetsbergen och en tredje når fram till Novaja Zemlja. På vintern slutar den sydligare, men omger även då Island och Norge med varmare vatten. Härigenom får denna ström den största betydelse för norra Europas klimat. På tre ställen möter den kalla polarströmmar, nämligen Labradorströmmen, som från Baffinbukten följer Nordamerikas kust och också tränger under den varma strömmen, den östgrönländska strömmen, som böjer sig runt Kap Farvel och en tredje arktisk ström, som träffar Golfströmmen vid Bjørnøya.
Den södra armen av södra ekvatorialströmmen flyter under namnet brasilianska strömmen åt sydväst till 48° sydlig bredd och vrider sig därpå åt öst, varvid den flyter ihop med den från väster kommande stora antarktiska strömmen. En arm av denna böjer sig uppför Afrikas västra kust under namnet Benguelaströmmen samt mynnar slutligen åter in i södra ekvatorialströmmen. Mellan brasilianska strömmen och kusten går Falklandströmmen, en utlöpare från antarktiska strömmen och ett motstycke till Labradorströmmen.

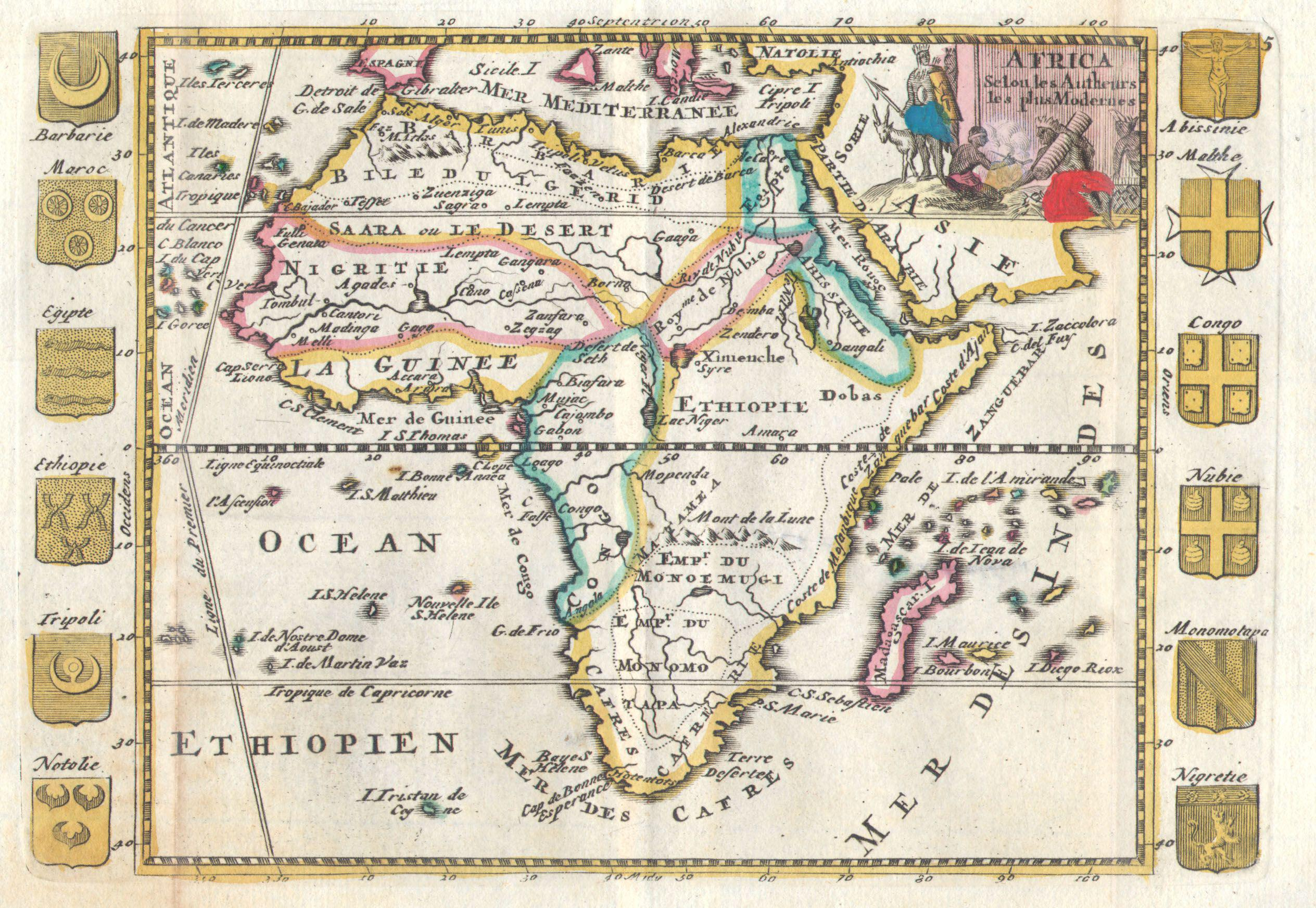
Etiopiska havet på en fransk karta från 1710 över Afrika. Etiopiska havet var ett gammalt namn på den södra delen av Atlanten vid Afrikas västkust..

## Etymologi

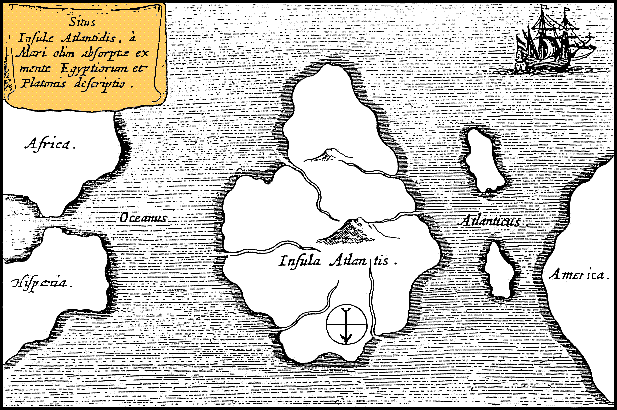
Athanasius Kircher karta över Atlantis (cirka 1669), med norr nedåt på kartan. Kircher var en tysk vetenskapsman och jesuit.

Det äldsta dokumenterade omnämnandet av ett "Atlanten" härrör från den forngrekiska skalden Stesichoros ungefär i mitten av 600-talet f.Kr., Atlantikoi pelágei (grekiska: Ἀτλαντικῷ πελάγει; svenska: 'Atlanthavet', eller 'Atlantiska havet'; och i Historia av Herodotus ungefär 450 f.Kr: Atlantis thalassa (grekiska: Ἀτλαντὶς θάλασσα; svenska: 'Atlantis hav' eller 'Atlant havet' där namnet refererar till "havet bortom Herakles stoder" vilket sades vara del av det hav som omger allt land.
I dessa texter leder namnet till Atlas, titanen i grekisk mytologi, som ledde titanernas kamp mot de nya gudarna på Olympen och efter nederlaget bestraffades med uppgiften att bära himlen på sina axlar.
Å andra sidan så var havet för tidiga grekiska sjömän och dåtidens grekiska litteratur, som Iliaden och Odysséen, känd som Okeanos. Okeanos var världsströmmen, som cirkelformigt sluten inom sig själv, flöt runt hela jorden utan att blanda sina böljor med havets - en kontrast till det slutna hav som grekerna kände så väl, Medelhavet.
Namnet "Atlanten" var då knutet till Atlasbergen i Marocko, havet utanför Gibraltar sund och den nordafrikanska kusten. Det grekiska ordet thalassa har återanvänts av forskare för att beteckna Panthalassa, den enorma ocean som omgav superkontinenten Pangea, vilken existerade för cirka 300–200 miljoner år sedan.
Namnet Etiopiska havet, som härleds från Aethiopien, förekom så sent som under andra halvan av 1800-talet som benämning på Södra Atlanten.
Under Upptäcktsresornas epok var Atlanten känd bland engelska kartografer som Great Western Ocean, ungefär "Stora Västerhavet", eller "Västra Oceanen".
Benämningen The Pond (svenska "Dammen") har ofta brukats av britter och amerikaner med hänsyftning på Atlanten, som en stilfigur inom retoriken eller ironisk underdrift. Benämningen finns dokumenterad så långt tillbaka i tiden som 1640.